# Dariusz Piontkowski
Dariusz Piontkowski est un professeur d'histoire et homme politique polonais, né le 17 décembre 1964 à Sielc (district de Bielsk Podlaski). Il est membre du parti national-conservateur Droit et justice (PiS).
Il est membre de la Diète depuis 2011. Entre juin 2019 et octobre 2020, il est ministre de l'Éducation nationale dans les gouvernements de Mateusz Morawiecki.

## Biographie
Dariusz Piontkowski achève en 1988 des études d'histoire à la faculté des sciences humaines de l'antenne de l'université de Varsovie à Białystok. Il effectue ensuite des études de gestion (École supérieure de finances et de gestion de Białystok, 1996), en administration du personnel en administration publique (École supérieure en administration publique de Białystok, 2001) et en gestion de l'éducation nationale (UwB, 2001). Il travaille après ses études comme enseignant au lycée Adam-Mickiewicz de Białystok. 
Dès 1990, il adhère au parti Accord du centre (Porozumienie Centrum) de Jarosław Kaczyński, puis au nouveau parti de celui-ci Droit et justice (PiS). De 1994 à 2007, il est conseiller municipal de Białystok. En 2007, il est élu à l'occasion d'une élection partielle à la diétine régionale de Podlachie en 2007 sur la liste « Droit et justice ». En mai de la même année, après la formation d'une coalition entre le PiS et le PSL, il est élu maréchal de la voïvodie. Il perd son poste en janvier 2008 après la rupture de cette coalition et la signature d'un accord entre la Plate-forme civique, le PSL et la « Droite de Podlachie », créée par des dissidents du PiS. En 2010, il est réélu membre de la diétine. En 2010, il est le candidat (non élu) du PiS à la mairie de Białystok. 
Il est accusé en 2008 d'abus de pouvoir, pour avoir signé des décisions en tant que maréchal de la voïvodie alors que son successeur était déjà élu. Il n'a pas reconnu les faits, mais a été condamné par la justice tout en bénéficiant d'un sursis . 
Lors des élections générales de 2011, il est élu député et est membre de la commission parlementaire de l'éducation, de la science et de la jeunesse ainsi que de la commission de la santé. Candidat aux élections au Parlement européen de 2014, pour la circonscription n° 3 (voïvodies de Podlachie et Varmie-Mazurie) il n'est pas élu. En 2015, il est réélu à la Diète. En février 2019, il devient président des structures du PiS dans la voïvodie de Podlachie. 
Le 4 juin 2019, le président de la République de Pologne, Andrzej Duda, nomme Dariusz Piontkowski membre du premier gouvernement de Mateusz Morawiecki au poste de ministre de l'Éducation nationale. Il succède à Anna Zalewska, élue au Parlement européen. Il a fait des déclarations contre l'éducation sexuelle à l'école et la « sexualisation des enfants » qu'elle provoque, caractéristique selon lui des dérives de gauche de l'école en Europe occidentale. Il s'est également prononcé fermement contre la célébration de Halloween dans les écoles.

## Controverses
Ses déclarations contre l’homosexualité lui ont valu certaines critiques. Il a notamment estimé que «  l’idéologie LGBT », dont les représentants seraient « putrides, dépravés et totalement amoraux », était comparable au nazisme, ou que le mariage entre personnes homosexuelles ne ferait naître que des « calculs rénaux ».

## Distinctions
Il reçoit la Croix du Mérite de bronze (2000) et d'argent (2007). 